# Lena Hackmann
Lena Hackmann (* 26. April 1984) ist eine deutsche Fußballspielerin. Die Abwehrspielerin steht beim Herforder SV Borussia Friedenstal in der Frauen-Bundesliga unter Vertrag.

## Karriere
Hackmann spielte von 2000 bis 2011 in Gütersloh, zunächst beim FC Gütersloh 2000 und ab 2009 beim daraus hervorgegangenen FSV Gütersloh 2009. Seit der Gründungssaison 2004/05 war sie in der 2. Bundesliga aktiv. 2005 wurde sie in einem Spiel der deutschen U-21-Nationalmannschaft eingesetzt. In der Rückrunde der Saison 2011/2012 spielte sie aus beruflichen Gründen für die zweite Mannschaft von Bayer 04 Leverkusen in der Regionalliga West.
Zur Saison 2012/13 wechselte Hackmann zurück in die 2. Bundesliga zum Herforder SV. 2014 stieg sie mit dem Herforder SV in die Frauen-Bundesliga auf und wurde dort im ersten Spiel am 31. August 2014 erstmals eingesetzt.
Mit 191 Einsätzen in zehn Jahren (2004–2014) ist Lena Hackmann Rekordspielerin der Nordstaffel der 2. Bundesliga.

## Erfolge
- Aufstieg in die Bundesliga 2014